# Was ist was TV
Was ist was TV (eigene Schreibweise WAS IST WAS TV) ist eine Fernsehsendung zur Kinder- und Jugendsachbuchreihe Was ist was. 

## Geschichte und Beschreibung
Bereits von 1983 bis 1984 gab es im Ersten Deutschen Fernsehen eine die Buchreihe Was ist Was begleitende Fernsehsendung  mit Moderator Heinz Haber. Die 13 erschienenen Folgen hatten eine Länge von 20 Minuten.
Die von 2001 bis 2009 produzierten 52 Folgen der Sendung "Was ist was TV" behandelten in 30 Minuten jeweils ein Thema in einfacher, kinderfreundlicher Form. Einspieler mit Sprecher Crock Krumbiegel erläuterten und illustrierten einen Sachverhalt. Anschließend kommentierten die drei computeranimierten Figuren Theo, das blaue Fragezeichen, Tess, das rote Ausrufezeichen, und Quentin, der gelbe Punkt. Die Zuschauer konnten  per Post, Fax, SMS oder E-Mail Fragen stellen aus den Bereichen Natur, Tiere, Wissenschaft und Technik, beispielsweise über Flugzeuge, Autos oder Hausbau. Den Fragen wurde dann auf den Grund gegangen.

## Veröffentlichung
Die erste Staffel der Neuauflage wurde von 2001 bis 2002 auf Super RTL gesendet. Ab April 2009 wurde die Serie auf dem Kindersender Nick und ab 2010 auf Junior ausgestrahlt. Jede der 52 Einzelfolgen ist als DVD erhältlich. Für die komplette erste Staffel ist eine Sammelbox mit 26 DVDs erschienen.
Zudem gibt es thematische DVD-Boxen mit jeweils 4 Folgen:
- Geschichte (Ritter und Burgen, Seeräuber, Wikinger, Indianer)
- Natur 1 (Dinos, Erde, Wetter, Vulkane)
- Natur 2 (Körper und Gehirn, Ernährung, Bauernhof, Natur erforschen)
- Technik (Autos, Feuerwehr, Eisenbahnen, Polizei)
- Tiere (Hunde, Katzen, Pferde, Heimtiere)

## Episodenliste

### Staffel 1
| Folge | Folge der Staffel | Titel                      | Erstausstrahlung (DE) |
| ----- | ----------------- | -------------------------- | --------------------- |
| 1     | 1                 | Planeten und Raumfahrt     | 6. Oktober 2001       |
| 2     | 2                 | Wale und Delphine          | 13. Oktober 2001      |
| 3     | 3                 | Autos                      | 20. Oktober 2001      |
| 4     | 4                 | Das alte Rom               | 27. Oktober 2001      |
| 5     | 5                 | Vulkane                    | 3. November 2001      |
| 6     | 6                 | Eisenbahnen                | 10. November 2001     |
| 7     | 7                 | Mond und Kosmos            | 17. November 2001     |
| 8     | 8                 | Fliegerei                  | 24. November 2001     |
| 9     | 9                 | Haie                       | 1. Dezember 2001      |
| 10    | 10                | Wetter                     | 8. Dezember 2001      |
| 11    | 11                | Ritter und Burgen          | 15. Dezember 2001     |
| 12    | 12                | Kriminalistik              | 22. Dezember 2001     |
| 13    | 13                | Katzen                     | 29. Dezember 2001     |
| 14    | 14                | Mumien                     | 5. Januar 2002        |
| 15    | 15                | Reptilien und Amphibien    | 12. Januar 2002       |
| 16    | 16                | Pferde                     | 19. Januar 2002       |
| 17    | 17                | Unsere Erde                | 26. Januar 2002       |
| 18    | 18                | Indianer und Wilder Westen | 2. Februar 2002       |
| 19    | 19                | Schiffe                    | 9. Februar 2002       |
| 20    | 20                | Bäume                      | 16. Februar 2002      |
| 21    | 21                | Spinnen                    | 23. Februar 2002      |
| 22    | 22                | Seeräuber                  | 2. März 2002          |
| 23    | 23                | Computer und Roboter       | 9. März 2002          |
| 24    | 24                | Unser Körper und Gehirn    | 16. März 2002         |
| 25    | 25                | Dinosaurier                | 23. März 2002         |
| 26    | 26                | Film und Fernsehen         | 6. April 2002         |

### Staffel 2
| Folge | Folge der Staffel | Titel                         | Erstausstrahlung (DE) |
| ----- | ----------------- | ----------------------------- | --------------------- |
| 27    | 1                 | Tiere im Zoo                  | 11. April 2009        |
| 28    | 2                 | Heimtiere                     | 11. April 2009        |
| 29    | 3                 | Hunde                         | 12. April 2009        |
| 30    | 4                 | Erfindungen und Bionik        | 19. April 2009        |
| 31    | 5                 | Klima                         | 26. April 2009        |
| 32    | 6                 | Sterne                        | 17. Mai 2009          |
| 33    | 7                 | Energie                       | 24. Mai 2009          |
| 34    | 8                 | Sonne                         | 31. Mai 2009          |
| 35    | 9                 | Feuerwehr                     | 15. November 2009     |
| 36    | 10                | Polizei                       | 17. Januar 2010       |
| 37    | 11                | Natur erforschen und schützen | 5. Dezember 2009      |
| 38    | 12                | Sport                         | 19. Dezember 2009     |
| 39    | 13                | Phänomene                     | 26. Dezember 2009     |
| 40    | 14                | Geld                          | 2. Januar 2010        |
| 41    | 15                | Deutschland                   | 9. Januar 2010        |
| 42    | 16                | Schätze der Erde              | 10. Januar 2010       |
| 43    | 17                | Gladiatoren                   | 17. Juni 2010         |
| 44    | 18                | Bären                         | 18. Juni 2010         |
| 45    | 19                | Bauernhof                     | 19. Juni 2010         |
| 46    | 20                | Polargebiete                  | 20. Juni 2010         |
| 47    | 21                | Wüsten                        | 30. Juli 2010         |
| 48    | 22                | Pyramiden                     | 22. Juni 2010         |
| 49    | 23                | Die Wikinger                  | 23. Juni 2010         |
| 50    | 24                | Ernährung                     | 24. Juni 2010         |
| 51    | 25                | Schatzsuche                   | 25. Juni 2010         |
| 52    | 26                | Meereskunde                   | 26. Juni 2010         |